# Antonio Salandra
Antonio Salandra (13. srpna 1853 – 9. prosince 1931) byl italský právník a politik, v letech 1891 až 1916 člen řady italských vlád a premiér své země od 21. března 1914 do 18. června 1916.
Salandra pocházel ze statkářské rodiny, vystudoval práva a od roku 1879 vyučoval na univerzitě v Římě, kde se stal profesorem a několikrát i děkanem právnické fakulty. Do vysoké politiky vstoupil roku 1886, kdy se stal poslancem, a mandát si udržel nepřetržitě až do roku 1928. V zahraniční politice zastával expanzionismus, ve vnitřní politice byl konzervativní. Dlouho patřil ke konzervativní frakci parlamentu, roku 1919 přešel k liberálům, roku 1921 k liberálním demokratům a roku 1922 podpořil nástup Mussoliniho k moci, i když od roku 1926 byl vůči „Duceho“ politice stále kritičtější.
V první světové válce si Itálie pod Salandrovým vedením zprvu udržovala neutralitu a zvažovala nabídky od obou válčících stran. Na jaře 1915 se pak přiklonila v Londýnském paktu na stranu Dohody za slib územních zisků zejména na úkor Rakouska-Uherska. Když se očekávané rychlé vítězství neuskutečnilo a Rakousko dokázalo italskému postupu vzdorovat, byla Salandrova vláda pro rostoucí nespokojenost obyvatelstva donucena k demisi.

## Vyznamenání
- Řád zvěstování – Italské království, 1914
- velkokříž Řádu svatého Mauricia a svatého Lazara – Italské království, 1914
- velkokříž Řádu italské koruny – Italské království, 1914